# 胡克源
胡克源（1926年—），男，四川成都人，中国无机化学家、环境化学家，曾任中国科学院生态环境研究中心研究员、博士生导师。